# Mare de Déu de la Pietat de Tírvia
La Mare de Déu de la Pietat de Tírvia és un conjunt de Tírvia (Pallars Sobirà) format per una capella i esteles funeràries medievals, protegit com a Bé Cultural d'Interès Local. Està situada a l'extrem sud-est del nucli de la vila, al cementiri municipal.

## Ermita de la Pietat
És de planta rectangular, capçalera a l'est i façana a l'oest sota el pinyó que forma la coberta de llicorella a dues vessants. A la façana principal s'obre una àmplia porta adovellada d'arc lleugerament rebaixat i, per damunt d'aquesta, una petita finestra d'arc apuntat. Remata la façana una espadanya amb un ull d'arc lleugerament ferrat. Els paraments són de pedra del país de mida petita, excepte les dovelles ben tallades de la porta i de la finestra.

## Esteles funeràries
El conjunt de les nou esteles discoïdals ubicades a l'ermita provenen del cementiri del poble. Es tracta d'un conjunt homogeni que es podria datar entre els segles XII-XIV. El material de base utilitzat per a fer els dibuixos i les inscripcions són pedres força dures. La majoria d'elles presenten decoració en una o en les dues cares de la pedra, al·lusiva a la professió de la persona morta, i en algun cas inscripcions que ens indica el nom del difunt, l'autor de la peça o fan invocacions religioses.

### Estela 1
Estela antropomorfa de pissarra, en baix relleu pla. Formada per un cap discoïdal coll estrangular, espatlles remarcades i un peu piramidal. La decoració de la cara "a" és d'una ferradura al mig del disc. Altura total: 73 cm Altura peu: 47 cm Diàmetre disc: 27 cm Gruix cap: 6 cm Gruix coll: 6 cm Gruix peu: 6 cm

### Estela 2
Estela antropomorfa de pissarra en baix relleu. Formada per un cap discoïdal, coll estrangulat i peu piramidal. La decoració de la cara "a" és: disc marginal ressaltat, a la part central d'aquest hi ha una cara i una creu. Al peu, a la dreta, es veu una creu grega potençada i processional. Es llegeix una inscripció en lletres capitals gòtiques en disposició radial: + Absolve (sic) Domine: animas: et orvo Traducció: Absol, Oh Déu, les ànimes i el món La decoració de la cara "b": disc marginal amb inscripció. A la part central campana i al costat un cloquer o un motlle de fer campanes. + l: o seyal: den Mateu: (.) Gerau Altura total: 66 cm Altura peu: 36 cm Diàmetre disc: 31 cm Gruix cap: 5 cm Gruix coll: 5 cm Gruix peu: 6 cm

### Estela 3
Estela antropomorfa de pedra calcària grisosa en baix relleu. Formada per un cap discoïdal, peu recte lleugerament apuntat, decreixent cap a la base. Decoració de la cara "a": al centre del disc hi ha una campana, a sota un bol i als dos costats unes tisores de xollar. Decoració cara "b": estel de cinc puntes i a l'interior una creu. Altura total: 47 cm Altura peu: 18 cm Diàmetre disc: 29 cm Gruix cap: 6 cm Gruix coll: 6 cm Gruix peu: 6 cm

### Estela 4
Estela antropomorfa de pedra de pissarra en baix relleu i les inscripcions del disc i el peu són incises. Formada per un cap discoïdal, coll estrangulat i peu estrangulat. Decoració cara "a": vaixell dins d'una bordura simple. Inscripció en lletres capitals gòtiques. (...) ci: los fiyls (sic): d: B(ernat): Englada: Mei (...) Al peu: Ano D(omi)ni Decoració cara "b": anyell. Inscripció en disposició radial en lletres capitals gòtiques. Miserere: novis (sic) (...) Traducció: (Senyor) tingueu pietat de nosaltres Al peu: M: CCC: LXX III Traducció: 1374 Altura total: 65 cm Altura peu: 38 cm Diàmetre disc: 28 cm Gruix cap: 6 cm Gruix coll: 7 cm Gruix peu: 7 cm

### Estela 5
Estela de forma trapezoïdal amb el peu de punta de pedra calcària gris i en baix relleu. Decoració de la cara "a": Verge Maria amb el nen Jesús. Al costat esquerre es veuen deu boles i al costat oposat una creu llatina; sobre les mans de Maria hi ha la representació del sol i la lluna. Decoració cara "b": representació del Calvari, Jesucrist crucificat entre els dos lladres. Altura total: 138 cm Amplada màxima: 60 cm Gruix cap: 12 cm Gruix peu: 10 cm Estela 6: Estela funerària lleugerament escapçada en la part superior. Altura total: 66 cm Gruix cap: 11 cm Amplada màxima: 25 cm

### Estela 7
Estela antropomorfa de pissarra gris en baix relleu i inscripció incisa. Formada per un cap discoïdal, coll estrangular, espatlles pronunciades i peu piramidal. Decoració cara "a": àliga amb les ales obertes i el cap mirant cap a la dreta. Presenta una inscripció amb les lletres capitals gòtiques i disposició radial. +Aq(u)i jau en Beriner: d(e) Agilar: (...) ral Descripció cara "b": creu de braços curvilinis i remat convex. Té una inscripció en lletres capitals gòtiques i disposició radial. quod igi: LII ora nos (sic): Domine ++ mei (sic): Traducció: que va jaure (occir) als 52 anys, ora per nosaltres, Oh Senyor ++ meu! El peu és afinat per l'erosió de l'aigua. Altura total: 74 cm Altura peu: 40 cm Altura disc: 32 cm Gruix cap: 6 cm Gruix coll: 6 cm Gruix peu: 6 cm

### Estela 8
Estela antropomorfa formada per un cap discoïdal, coll estrangulat, i peu piramidal. Decoració cara "a": animal (possiblement un gos o llop) amb inscripcions. Decoració cara "b": creu amb inscripcions. Altura: 55 cm Amplada màxima: 31 cm Gruix: 7 cm

### Estela 9
Estela formada per disc a la part superior, unida a un peu cònic per un lleuger estrangulament a mode de coll. El material possiblement és còdol de riu. Decoració cara "a": hi ha una creu llatina al centre, una figura humana que agafa el pal de la creu amb la mà esquerra. Al centre hi ha una inscripció en lletra cursiva: Pe(re) Piy (sic) A(...) A(...) me feu Decoració cara "b": representació d'un àngel que ocupa la part central. La decoració del disc és en baix relleu pla i la inscripció és incisa. Altura total: 70 cm Altura peu: 43 cm Diàmetre disc: 30 cm Gruix cap: 12 cm Gruix coll: 12 cm Gruix peu: 15 cm

## Història
L'ermita, situada en el centre del poble baix, es troba al costat del cementiri de Tírvia. La seva planta dona clars indicis d'un origen altmedieval, com va suggerir Joan Camp en 1984. Podria haver fet les funcions de parròquia, tal com suggereix la presència l'esteles funeràries discoïdals al fossar contigu a l'ermita. A finals del segle XX presentava un aspecte molt malmès. Recentment restaurada ha perdut les seves funcions d'església i al seu interior s'exposen, musealitzades, les esteles funeràries.